# Лоу, Хадсон
Ха́дсон Ло́у, также Гу́дсон Ло́у (англ. Sir Hudson Lowe, 28 июля 1769, Голуэй, Ирландия, — 10 января 1844, Лондон) — английский генерал, губернатор острова Святой Елены в период нахождения там в изгнании низложенного Наполеона Бонапарта.

## Биография и карьера
В 1808 году Хадсон Лоу защищал остров Капри от французов. В 1815 году ему было вверено наблюдение за Наполеоном на острове Святой Елены.

### Губернатор острова Святой Елены
Наполеон с самого начала был в непримиримо неприязненных отношениях с Хадсоном Лоу (Наполеона в данном случае даже поддерживали, например, российский комиссар граф де Бальмен). Он почти вовсе отказывался принимать губернатора, не отвечал на приглашения к обеду на том основании, что они были адресованы генералу Бонапарту (Англия была в состоянии войны с Наполеоном с 1803 года, когда он ещё не был императором).
Герцог Веллингтон, под чьим началом служил Лоу, так охарактеризовал его: «Он ничего не понимает ни в делах, ни в людях и, как всякий человек такого рода, подозрителен и завистлив»; кроме того, герцог называл его кретином.
Окружавшие Лоу люди всегда характеризовали Лоу как тупого и ограниченного служаку, боявшегося всего на свете, а будучи губернатором, он больше всего боялся своего пленника, был подавлен чувством ответственности и страхом, что Наполеон снова совершит побег. При этом губернатору были даны инструкции, согласно которым он не мог никак ограничивать свободу Наполеона — в пределах острова тот выходил и выезжал куда угодно, совершал верховые прогулки, принимал или не принимал, кого ему заблагорассудится. Пытаясь хоть как-то затруднить предполагаемый побег, Лоу стремился выжить с острова людей, преданных бывшему императору. Так он выжил секретаря — графа де Лас-Каза, и О’Миру — личного врача Наполеона. Не давали ему покоя и прогулки Наполеона — даже гулять он мог только в пределах круга военных постов. В свите Наполеона осталось среди ближайших людей только генералы Бертран и Гурго, Монтолон и ещё 12 человек.
Однако, согласно ЭСБЕ, «жалобы (Наполеона) на недостойное обращение с ним английского генерала Хадсона Лоу неосновательны».

### Дальнейшая карьера
Позже Лоу был губернатором Бермудских островов. В защиту против нападок издал в 1830 году «Мемуары, относящиеся к нахождению Наполеона в плену» («Mémorial relatif à la captivité de Napoléon»).

## Семья
Хадсон Лоу был женат на Сюзан Лоу (девичья фамилия Джонсон); в браке у них родились трое детей — сын Хадсон (1816 год), сын Эдвард Уильям (1820 год) и дочь Клара Мария Сюзанна (26 августа 1818 года). Сюзан Лоу умерла 22 августа 1832 года.

## В массовой культуре
Хадсон Лоу был изображён в таких кинолентах, как «Военнопленный» (США, 1912) (актёр Джеймс Гордон); * «Наполеон на острове Святой Елены» (немой, Германия, 1929) (актёр — Альберт Бассерман); * «Святая Елена, маленький остров» (Италия, 1943) (актёр Ламберто Пикассо) «Наполеон: путь к вершине» (Франция, Италия, 1955) (актёр Орсон Уэллс), «Узник Европы (фильм)», «Орёл в клетке / Eagle in a Cage» (1972) (актёр {Ральф Ричардсон) и в мини-сериале «Наполеон».
Лоу стал персонажем повести Марка Алданова «Святая Елена, маленький остров» (1921).